# أميرة بن عيسى
أميرة بن عيسى (بالإنجليزية: Amira Benaïssa)‏ (19 ديسمبر 1989 في الجزائر - ) لاعبة كرة مضرب من الجزائر.